# Pogonioefferia plena
Pogonioefferia plena là một loài ruồi trong họ Asilidae. Pogonioefferia plena được Hine miêu tả năm 1916. Loài này phân bố ở vùng Tân Bắc giới.